# 国鉄T50形コンテナ
国鉄T50形コンテナ（こくてつT50がたコンテナ）は、日本国有鉄道（国鉄）が1967年（昭和42年）度に製造した、鉄道輸送用一種規格（11 ft）タンクコンテナである。

## 概要
1967年（昭和42年）度に鉱物油専用非クレーン取り扱いタンクコンテナとして東急車輛製造にて2個が製作された。その後1970年（昭和45年）に3個が同社にて製作された。
楕円円筒形のタンク体は、厚さ3 mmのステンレス鋼製で無塗装であった。荷役方式は、タンク上部の液入管からの上入れ、鏡板下部の液出管を用いた下出し方式である。寸法関係は全長3,240 mm、全幅2,300 mm、全高1,900 mm、荷重4.2 t、自重1.3 t、容積4.0 m3である。のちに一部はクロロホルム専用に改造され荷重を5.0 tとした。
1976年（昭和51年）度に全数が廃止され形式消滅した。